# Kleine Mutterwurz
Die Kleine Mutterwurz (Pachypleurum mutellinoides (Crantz) Holub (Syn.: Neogaya simplex (L.) Meisn. – früher Ligusticum mutellinoides (Crantz) Vill.)), auch Zwerg-Mutterwurz genannt, wurde innerhalb der Familie der Doldenblütler (Apiaceae) als Pflanzenart früher zur Gattung Ligusticum gestellt. Die nunmehrige Zuordnung zur Gattung Pachypleurum erfolgte nach molekulargenetisch gestützten Daten durch Valiejo-Roman et al. 2006.

## Beschreibung

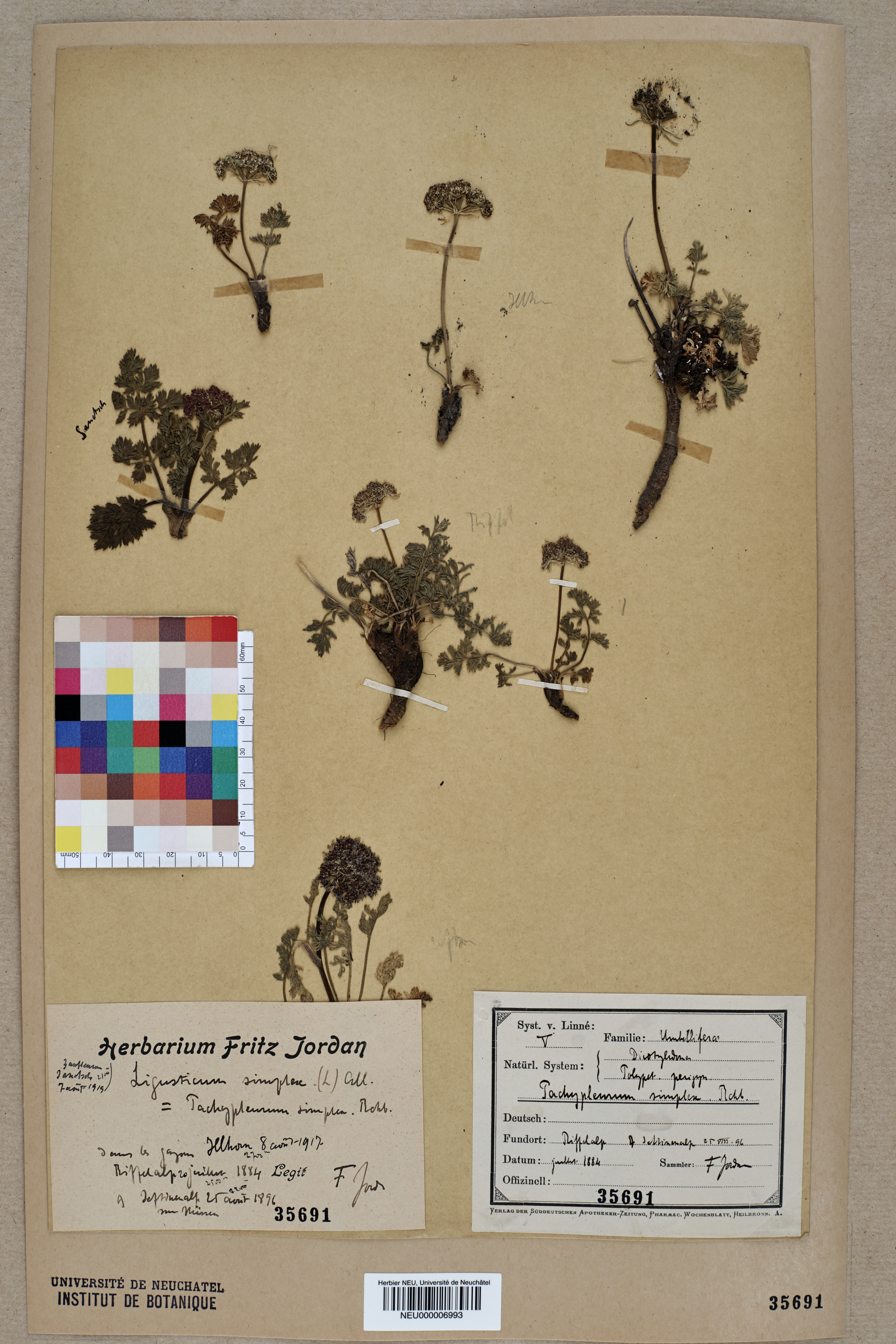
Herbarbelege

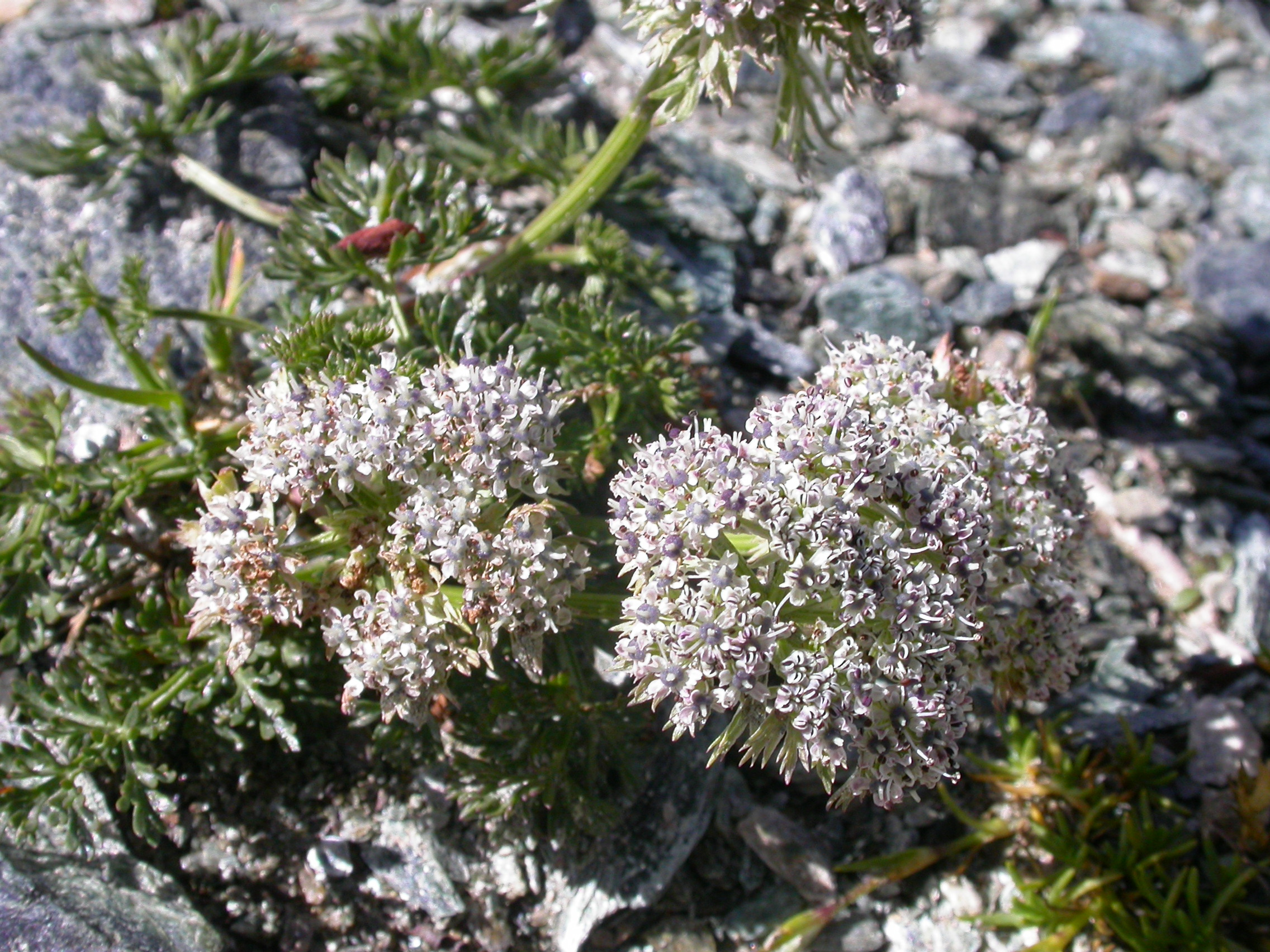
Doppeldoldige Blütenstände

### Vegetative Merkmale
Die Kleine Mutterwurz wächst als überwinternd grüne, ausdauernde krautige Pflanze, die Wuchshöhen von 3 bis 15, selten bis zu 20 Zentimetern erreicht. Der Stängel ist am Grund mit braunen Blattresten besetzt, hat aber dort keinen Faserschopf. Er ist aufrecht, kantig gerillt, kahl und nur unter der Dolde etwas rauflaumig. er ist einfach und läuft in eine einzige endständige Doppeldolde aus. Die Grundblätter sind im Umriss länglich eiförmig, doppelt bis dreifach gefiedert, mit linealen Blattzipfeln. Sie sind 2,5 bis 6 Zentimeter lang und 2 bis 3 Zentimeter breit. Meist ist kein Stängelblatt vorhanden oder höchstens eines.

### Generative Merkmale
Blütezeit ist von Juli bis August. Der endständige, doppeldoldige Blütenstand ist (8- bis) 12- bis 20-strahlig. Die fünf bis zehn dauerhaften Hüllblätter sind fiederteilig bis dreiteilig und so lang wie die Doldenstrahlen. Die 5 bis 10 Hüllchenblätter sind so lang oder länger als das Döldchen. Die Blüten sind fünfzählig. Die Kronblätter sind rosafarben oder weiß. Die 3 äußeren Kronblätter sind etwa 1 Millimeter lang, verkehrt herzförmig, an der Spitze ausgerandet und mit einem eingeschlagenen Läppchen versehen. Die Griffel sind zuletzt 1 bis 2 Millimeter lang und etwa zwei- bis viermal so lang wie das Griffelpolster. Die Doppelachäne ist breit ellipsoidisch, achtkantig oder achtflügelig und etwa 3 bis 5 Millimeter lang. Sie ist bleichgrün aber oft rot überlaufen und ihr größter Durchmesser ist 2 bis 3 Millimeter.
Die Art hat die Chromosomenzahl 2n = 22.

## Vorkommen
Das disjunkte Areal von Pachypleurum mutellinoides umfasst Frankreich, Italien, die Schweiz, Deutschland, Österreich, Liechtenstein, Polen, die Slowakei, Kroatien, Rumänien, den nördlichen sowie östlichen Bereich des europäischen Teils Russlands, Westsibirien, das südöstliche Kasachstan und das nördliche Xinjiang.
Die Kleine Mutterwurz gedeiht in Mitteleuropa hauptsächlich in Höhenlagen zwischen 1800 und 2800 Metern. In den Alpen kommt sie zerstreut vor; gebietsweise fehlt sie aber auch oder ist nur sehr selten. In den Allgäuer Alpen steigt sie im Tiroler Teil am Gipfel des Muttekopfs bis zu 2430 Metern Meereshöhe auf. Im Aostatal erreicht sie 3200 Meter, in den Grajischen Alpen 3350 Meter, im Kanton Wallis am Oberrothorn bei Zermatt 3180 Meter.
Die Kleine Mutterwurz gedeiht am besten auf kalk- und stickstoffarmen, flachgründig-steinigen, aber etwas humosen Lehmböden in alpinem Klima. Sie besiedelt lückige, steinige Rasen und Matten, geht aber auch in Felsspalten und auf windgefegte Grate, die im Winter schneefrei bleiben. Pflanzensoziologisch ist sie eine schwache Charakterart des Verbands Caricion curvulae.
Die ökologischen Zeigerwerte nach Landolt & al. 2010 sind in der Schweiz: Feuchtezahl F = 3 (mäßig feucht), Lichtzahl L = 5 (sehr hell), Reaktionszahl R = 3 (schwach sauer bis neutral), Temperaturzahl T = 1 (alpin und nival), Nährstoffzahl N = 2 (nährstoffarm), Kontinentalitätszahl K = 4 (subkontinental).

## Ökologie
Bei der Kleinen Mutterwurz handelt es sich um einen Hemikryptophyten.
Die Kleine Mutterwurz ist sehr kälteresistent, ja wohl das gegen Wind und Kälte widerstandsfähigste Doldengewächs Mitteleuropas. Ihre Wurzeln dringen ziemlich tief in den Untergrund vor. Die senkrechte Pfahlwurzel wird bis 25 Zentimeter lang. Dies ist nicht nur für die Verankerung der Pflanze wichtig, sondern auch für ihre Versorgung mit einem Mindestmaß an Wasser.

## Taxonomie
Die Erstveröffentlichung erfolgte 1767 unter dem Namen (Basionym) Laserpitium mutellinoides durch Heinrich Johann Nepomuk von Crantz in Classis Umbelliferarum Emendata cum Generali Seminum Tabula et Figuris... S. 67. Die Neukombination Ligusticum mutellinoides (Crantz) Vill. wurde 1779 durch Dominique Villars in Prospectus de l'Histoire des Plantes de Dauphiné, S. 25 veröffentlicht. Der aktuelle Name ist Pachypleurum mutellinoides (Crantz) Holub. Josef Holub veröffentlichte diesen Namen 1983 in Folia Geobotanica & Phytotaxonomica Band 18, Teil 2, S. 204. Weitere Synonyme für die Pflanzenart sind Laserpitium simplex L., Ligusticum alpinum (Ledeb.) Kurtz, Pachypleurum alpinum Ledeb., Pachypleurum simplex (L.) Rchb. oder Neogaya simplex (L.) Meisn.

## Geschichte
Die Kleine Mutterwurz wurde von Albrecht von Haller 1742 in den Waadtländer Alpen entdeckt und von der Alpen-Mutterwurz (Mutellina adonidifolia) unterschieden.